# Canoagem nos Jogos Pan-Americanos de 2015 - K-1 200 m feminino
A competição do K-1 200 metros feminino foi um dos eventos da canoagem nos Jogos Pan-Americanos de 2015. Foi disputada na Welland Pan Am Flatwater Centre, em Welland, nos dias 12 de julho e 14 de julho.

## Calendário
Horário local (UTC-4).
| Data        | Horário | Fase      |
| ----------- | ------- | --------- |
| 12 de julho | 10:50   | Baterias  |
| 12 de julho | 11:51   | Semifinal |
| 14 de julho | 10:40   | Final     |

## Medalhistas
| Ouro   | CUB Yusmari Mengana  |
| Prata  | CAN Michelle Russell |
| Bronze | ARG Sabrina Ameghino |

## Resultados

### Baterias

#### Bateria 1
| Pos. | Canoísta                  | Nacionalidade      | Tempo  | Notas |
| ---- | ------------------------- | ------------------ | ------ | ----- |
| 1    | Yusmari Mengana           | CUB Cuba           | 42.038 | F     |
| 2    | Michelle Russell          | CAN Canadá         | 42.960 | F     |
| 3    | Maricela Montemayor       | MEX México         | 45.284 | F     |
| 4    | Kaitlyn McElroy           | USA Estados Unidos | 45.439 | SF    |
| 5    | Melissa Reyes             | PUR Porto Rico     | 46.247 | SF    |
| 6    | Jeanarett Valenzuela Soto | CHI Chile          | 47.865 | SF    |

#### Bateria 2
| Pos. | Canoísta                 | Nacionalidade | Tempo  | Notas |
| ---- | ------------------------ | ------------- | ------ | ----- |
| 1    | Sabrina Ameghino         | ARG Argentina | 44.493 | F     |
| 2    | Zulmarys Sanchez Mendoza | VEN Venezuela | 45.838 | F     |
| 3    | Stefanie Perdomo Vinces  | ECU Equador   | 46.261 | F     |
| 4    | Edileia Matos Dos Reis   | BRA Brasil    | 46.384 | SF    |
| 5    | Yerly Tatiana Munoz Rua  | COL Colômbia  | 46.398 | SF    |

### Semifinal
| Pos. | Canoísta                  | Nacionalidade      | Tempo  | Notas |
| ---- | ------------------------- | ------------------ | ------ | ----- |
| 1    | Kaitlyn McElroy           | USA Estados Unidos | 45.710 | F     |
| 2    | Yerly Tatiana Munoz Rua   | COL Colômbia       | 45.809 | F     |
| 3    | Edileia Matos Dos Reis    | BRA Brasil         | 45.907 | F     |
| 4    | Melissa Reyes             | PUR Porto Rico     | 46.228 |       |
| 5    | Jeanarett Valenzuela Soto | CHI Chile          | 47.795 |       |

### Final
| Pos.              | Canoísta                 | Nacionalidade      | Tempo  | Notas |
| ----------------- | ------------------------ | ------------------ | ------ | ----- |
| Medalha de ouro   | Yusmari Mengana          | CUB Cuba           | 42.946 |       |
| Medalha de prata  | Michelle Russell         | CAN Canadá         | 44.152 |       |
| Medalha de bronze | Sabrina Ameghino         | ARG Argentina      | 44.759 |       |
| 4                 | Zulmarys Sanchez Mendoza | VEN Venezuela      | 45.556 |       |
| 5                 | Edileia Matos Dos Reis   | BRA Brasil         | 46.074 |       |
| 6                 | Kaitlyn McElroy          | USA Estados Unidos | 46.827 |       |
| 7                 | Stefanie Perdomo Vinces  | ECU Equador        | 47.415 |       |
| 8                 | Yerly Tatiana Munoz Rua  | COL Colômbia       | 48.037 |       |
| 9                 | Maricela Montemayor      | MEX México         | 48.218 |       |